# Beit Shemesh
Bet Shemesh (hebreo: בית שמש y en árabe: بيت شيمش‎) es una ciudad del Distrito de Jerusalén, en Israel. Según la Oficina Central de Estadísticas de Israel (CBS), a fines de 2004 la ciudad tenía una población de 61.900 habitantes.
La antigua ciudad de Bet Shemesh ("Ciudad del Sol") fue llamada así por los cananeos, en honor a la diosa Shemesh, deidad solar la cual era adorada allí en la antigüedad. Las ruinas de la antigua ciudad bíblica todavía se puede ver en Bet Shemesh, localizado cerca de la ciudad moderna.